# Dancing for Oliver
Pour plus de détails, voir Fiche technique et Distribution.
Dancing for Oliver est un documentaire britannique de Suzanne Gielgud sorti en 2006.

## Synopsis
Ce documentaire retrace l’histoire des scènes de danse du film d’Oliver Stone Alexandre sorti en 2005 en France (novembre 2004 aux États-Unis), de l’écriture du scénario et de la chorégraphie à leur élaboration ainsi que le choix des acteurs et des danseurs.
Suzanne Gielgud, la réalisatrice de Dancing for Oliver est la femme de Piers Gielgud, célèbre chorégraphe britannique. Elle a ainsi pu suivre au jour le jour pendant plus de six mois les pérégrinations du chorégraphe et des danseurs.
Dancing for Oliver s'attache à décrire les étapes de la réalisation de la danse sensuelle de Roxane (Rosario Dawson), première épouse d’Alexandre (Colin Farrell) et surtout celle très érotique de Bagoas (Francisco Bosch), son eunuque et favori.
Dans un premier temps, le film dévoile les dessous des premiers contacts pris avec Piers Gielgud, les premiers essais filmés et présentés sur bande à Oliver Stone, et l'acceptation de celui-ci. 
Puis le film se concentre sur le véritable travail du choix des danseurs, notamment Bagoas, interprété par Francisco Bosch, danseur à l’English National Ballet ; les chorégraphies sont expliquées, commentées et disséquées avec soin par le chorégraphe et le réalisateur d'Alexandre. Ces détails du travail précis et généralement inconnu des danseurs sont mis en parallèle avec les scènes de danse telles que montrées dans le film. Elles sont ainsi reconstituées dans leur totalité. Les multiples scènes de danse du documentaire sont agrémentées d’interviews d’Oliver Stone, le réalisateur, de Vangelis, le musicien de la bande son du film et du danseur et acteur Francisco Bosch. 

## Fiche technique
- Titre : Dancing for Oliver
- Réalisation : Suzanne Gielgud
- Chorégraphie : Piers Gielgud
- Musique : Vangelis
- Pays d’origine : Grande-Bretagne
- Genre : documentaire
- Durée : 54 minutes
- Sortie : 2006

## Intervenants
- Francisco Bosch
- Piers Gielgud
- Oliver Stone
- Vangelis
- Rosario Dawson

## Récompenses
Prix du meilleur documentaire du Festival international du film de Marbella en 2006